# Donatien Alphonse François de Sade
 Denne artikel omhandler forfatteren Markis de Sade. Opslagsordet har også en anden betydning, se Markis de Sade.
 Der er for få eller ingen kildehenvisninger i denne artikel, hvilket er et problem. Du kan hjælpe ved at angive troværdige kilder til de påstande, som fremføres i artiklen.

Markis de Sade (født 2. juni 1740, død 21. december 1814) hed Donatien Alphonse François de Sade. Han var en fransk aristokrat og forfatter af voldelige, pornografiske og filosofiske tekster. Han skrev det meste, mens han sad fængslet i Bastillen. Hans efternavn har lagt navn til begrebet 'sadisme'.